# Saison NBA Gatorade League 2019-2020
Navigation
Saison 2018-2019 Saison 2020-2021
La saison 2019-2020 de la NBA G League est la 19e saison de la NBA Gatorade League (anciennement la NBA D-League), la ligue mineure de la National Basketball Association (NBA). Le 11 mars 2020, la NBA annonce la suspension du reste de la saison afin d'éviter la propagation du Coronavirus,.
Le 4 juin 2020, l'organisation annonce que la saison 2019-2020 de la NBA G League est officiellement annulée,.

## Changements de ligue
La franchise BayHawks d'Érié affiliée aux Hawks d'Atlanta, déménage comme prévu pour rejoindre College Park, en Géorgie, après l'achèvement de la Gateway Center Arena et a été renommée en Skyhawks de College Park. Les Pelicans de La Nouvelle-Orléans ont ensuite lancé leur propre équipe d'expansion pour la saison 2019-2020 qui opérera une autre itération des BayHawks d'Érié, mais prévoit de déplacer cette franchise à Birmingham, en Alabama, dans une Legacy Arena rénovée d'ici 2022. 
Les Red Claws du Maine ont accepté une vente à leur équipe mère, les Celtics de Boston, après avoir eu une affiliation hybride avec les Celtics depuis 2012. 

## Saison régulière
Classements arrêtés à l'issue du 11 mars 2020.
Conférence Est
| Division Atlantique         | V  | D  | V/D  | GB   | Dom   | Ext   |
| --------------------------- | -- | -- | ---- | ---- | ----- | ----- |
| Red Claws du Maine (BOS)    | 28 | 14 | .667 | 0    | 14-6  | 14-8  |
| 87ers du Delaware (PHI)     | 22 | 21 | .512 | 6,5  | 10-12 | 12-9  |
| Raptors 905 (TOR)           | 22 | 21 | .512 | 6,5  | 12-8  | 10-13 |
| Nets de Long Island (BRK)   | 19 | 23 | .452 | 9    | 10-14 | 9-9   |
| Knicks de Westchester (NYK) | 17 | 24 | .415 | 10,5 | 7-13  | 10-11 |

| Division centrale            | V  | D  | V/D  | GB | Dom  | Ext   |
| ---------------------------- | -- | -- | ---- | -- | ---- | ----- |
| Herd du Wisconsin (MIL)      | 33 | 10 | .767 | 0  | 16-7 | 17-3  |
| Charge de Canton (CLE)       | 29 | 14 | .674 | 4  | 20-4 | 9-10  |
| Drive de Grand Rapids (DET)  | 25 | 18 | .581 | 8  | 12-7 | 13-11 |
| Mad Ants de Fort Wayne (IND) | 21 | 22 | .488 | 12 | 16-8 | 5-14  |
| Bulls de Windy City (CHI)    | 17 | 26 | .395 | 16 | 7-13 | 10-13 |

| Division Sud-Est               | V  | D  | V/D  | GB   | Dom   | Ext   |
| ------------------------------ | -- | -- | ---- | ---- | ----- | ----- |
| Magic de Lakeland (ORL)        | 25 | 17 | .595 | 0    | 11-11 | 14-6  |
| Go-Go de Capital City (WAS)    | 22 | 21 | .512 | 3,5  | 14-7  | 8-14  |
| Skyhawks de College Park (ATL) | 20 | 23 | .465 | 5,5  | 9-10  | 11-13 |
| BayHawks d'Érié (NOP)          | 13 | 30 | .302 | 12,5 | 8-12  | 5-18  |
| Swarm de Greensboro (CHA)      | 9  | 34 | .209 | 16,5 | 4-17  | 5-17  |

Conférence Ouest
| Division Midwest              | V  | D  | V/D  | GB  | Dom   | Ext  |
| ----------------------------- | -- | -- | ---- | --- | ----- | ---- |
| Hustle de Memphis (MEM)       | 26 | 15 | .634 | 0   | 14-7  | 12-8 |
| Skyforce de Sioux Falls (MIA) | 22 | 20 | .524 | 4,5 | 15-7  | 7-13 |
| Blue d'Oklahoma City (OKC)    | 20 | 22 | .476 | 6,5 | 12-10 | 8-12 |
| Wolves de l'Iowa (MIN)        | 19 | 24 | .442 | 8   | 10-13 | 9-11 |

| Division Pacifique             | V  | D  | V/D  | GB   | Dom   | Ext   |
| ------------------------------ | -- | -- | ---- | ---- | ----- | ----- |
| Kings de Stockton (SAC)        | 24 | 19 | .558 | 0    | 12-8  | 12-11 |
| Warriors de Santa Cruz (GSW)   | 21 | 21 | .500 | 2,5  | 8-12  | 13-9  |
| Clippers d'Agua Caliente (LAC) | 22 | 22 | .500 | 2,5  | 12-10 | 10-12 |
| Lakers de South Bay (LAL)      | 19 | 25 | .432 | 5,5  | 13-6  | 6-19  |
| Suns de Northern Arizona (PHX) | 8  | 24 | .190 | 15,5 | 3-18  | 5-16  |

| Division Sud-Ouest                | V  | D  | V/D  | GB  | Dom   | Ext  |
| --------------------------------- | -- | -- | ---- | --- | ----- | ---- |
| Stars de Salt Lake City (UTA)     | 30 | 12 | .714 | 0   | 17-6  | 13-6 |
| Spurs d'Austin (SAS)              | 24 | 18 | .571 | 6   | 13-9  | 11-9 |
| Legends du Texas (DAL)            | 24 | 19 | .558 | 6,5 | 12-11 | 12-8 |
| Vipers de Rio Grande Valley (HOU) | 15 | 27 | .357 | 15  | 6-13  | 9-14 |

## Récompenses
MVP de la saison régulière : Frank Mason III (Herd du Wisconsin)
Rookie de l'année : Tremont Waters (Red Claws du Maine)
Défenseur de l'année : Christ Koumadje (Blue Coats du Delaware)
Joueur ayant le plus progressé : Gabe Vincent (Skyforce de Sioux Falls)
Prix Jason Collier pour l'esprit sportif : Ivan Rabb (Knicks de Westchester)
Entraîneur de l'année : Martin Schiller (Stars de Salt Lake City)
Dirigeant de l'année :
- Bart Taylor (Stars de Salt Lake City) – opérations d'équipe

| All-NBA D-League First Team : - Jaylen Adams (Herd du Wisconsin) - Jarrell Brantley (Stars de Salt Lake City) - Devontae Cacok (Lakers de South Bay) - Frank Mason III (Herd du Wisconsin) - Jarrod Uthoff (Hustle de Memphis) | All-NBA D-League Second Team : - Donta Hall (Drive de Grand Rapids) - B. J. Johnson (Magic de Lakeland) - Josh Magette (Magic de Lakeland) - Johnathan Motley (Clippers d'Agua Caliente) - Tremont Waters (Red Claws du Maine) | All-NBA D-League Third Team : - Justin Anderson (Nets de Long Island) - Dusty Hannahs (Hustle de Memphis) - Jemerrio Jones (Herd du Wisconsin) - Vic Law (Magic de Lakeland) - Marial Shayok (Blue Coats du Delaware) |